# Impressió per encàrrec
La impressió per encàrrec és una tecnologia d'impressió i un procés de negoci en el qual els exemplars d'un llibre (o de qualsevol altre document) no s'imprimeixen fins que una ordre no s'ha rebut. La impressió per encàrrec s'ha desenvolupat gràcies a la tecnologia d'impressió digital, que permet imprimir els exemplars d'un llibre d'un en un, quan els lectors els sol·liciten, cosa que amb els mètodes tradicionals d'impressió, com la impressió tipogràfica o l'òfset, no era rendible.